# Klimaplastischer Wald

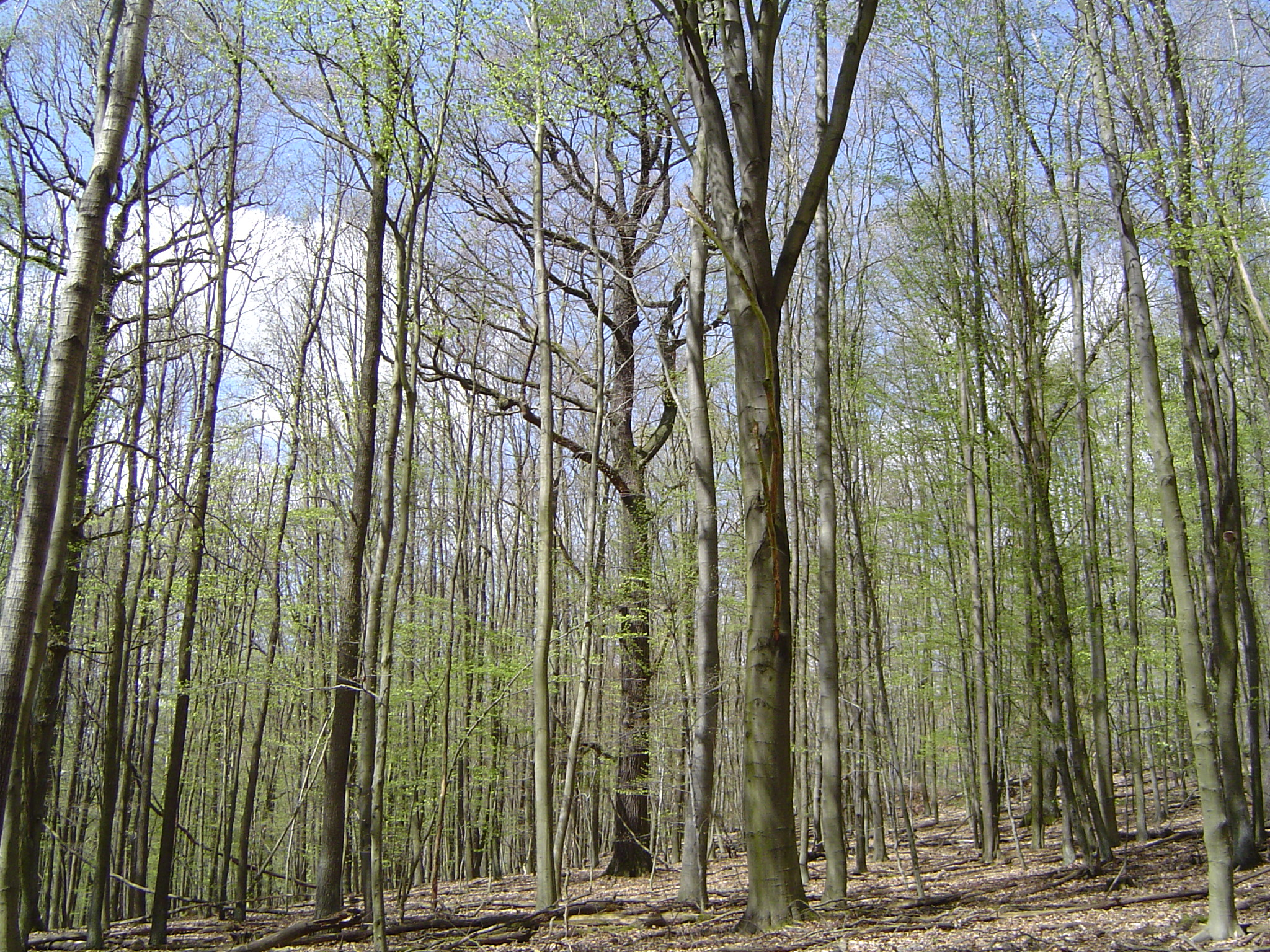
Mischwald mit mehreren Baumarten

Der Begriff klimaplastischer Wald bezeichnet ein Leitbild für eine zukünftige Waldentwicklung. Ein solches Leitbild soll Waldbesitzern und Förstern bei Entscheidungen helfen, dem Klimawandel und anderen langfristigen Veränderungen zu begegnen und auf Basis von Prognosen zukunftsfähige, nachhaltige Wälder zu entwickeln.

## Hintergrund
Die Ansprüche an den Wald und die damit verbundenen Zielkonflikte wachsen nach Meinung des Rates für Nachhaltige Entwicklung ständig. Das wichtigste Waldprodukt, Holz, wird traditionell nicht nur als Rohstoff für die Bau- und Möbelindustrie, sondern auch als Energieträger nachgefragt. Gleichzeitig fordern die Waldgesetze mehr Naturnähe bei seiner Bewirtschaftung, um Lebensräume für seltene Arten, aber auch den Erholungsraum für die Menschen zu erhalten. Für die Waldbesitzer verändern die regional möglichen Folgen des Klimawandels, z. B. Wasserknappheit, aber auch Kostendruck und Marktveränderungen die Bedingungen für eine nachhaltige Entwicklung. Sie müssen Entscheidungen für die Zukunft treffen, die möglichst allen Anforderungen gerecht werden, und dabei den wachsenden Risiken begegnen, die in einer kaum vorhersagbaren Entwicklung liegen. Die Gefahr von Fehlentscheidungen ist daher groß.
Eine mögliche Strategie, Risiken zu senken, wird in der Wirtschaft in der Diversifikation gesehen. Für die Wälder der Zukunft würde das unter anderem bedeuten, nicht monotone Reinbestände mit nur einer Baumart zu begründen, sondern baumarten- und strukturreiche Waldgesellschaften zu entwickeln, die möglichst viele Entwicklungspfade für die Zukunft offenhalten.

## Wissenschaftliche Grundlagen
Hierzu kann man eine besondere Eigenschaft von Waldökosystemen nutzen, die als ökologische Plastizität bezeichnet wird.
Wälder können sich nämlich unter bestimmten Bedingungen an Veränderungen der Umwelt so anpassen, dass funktionale und strukturelle Eigenschaften wie Produktivität und ein geschlossenes Kronendach oder auch das ausgeglichene Mikroklima erhalten bleiben. Wälder erreichen die Anpassung über eine allmähliche Veränderung ihrer Artenzusammensetzung. Die Veränderung ist dabei durch die physiologische Bandbreite der einzelnen Baumarten und deren genetische Diversität begrenzt. Je höher nun die Vielfalt an Arten und Genen, desto besser ist grundsätzlich die Anpassungsfähigkeit eines Baumbestandes. Die Artenzusammensetzung eines Baumbestandes ist immer dann besonders hoch, wenn jede darin vorkommende Baumart eine große ökologische Bandbreite mitbringt, d. h. euryök ist. Ein klimaplastischer Wald sollte also möglichst weite Bereiche wahrscheinlicher Umweltszenarien über eine geeignete Baumartenwahl abdecken (Jenssen 2009).

## Grundlagen für die waldbauliche Praxis
Die knapp 40 Baumarten, die seit der letzten Eiszeit im nördlichen Mitteleuropa heimisch geworden sind, decken durch ihr breites Spektrum geografischer Herkünfte auch eine große Breite an klimatischen Verhältnissen ab. Vermutlich besteht damit eine ausreichende Menge an Baumarten, um einen klimaplastischen Wald aufzubauen, der die jeweiligen Eigenheiten des Standortes berücksichtigt. Es wird gehofft, dass sich ein solcher Wald an den vorhergesagten Temperaturanstieg mit geringem Aufwand an forstlicher Begleitung anpassen kann.
Tabelle: Wichtige Baumarten des klimaplastischen Waldes
| Botanischer Name | Wissenschaftlicher Name |
| ---------------- | ----------------------- |
| Berg-Ahorn       | Acer pseudoplatanus     |
| Berg-Ulme        | Ulmus glabra            |
| Eberesche        | Sorbus aucuparia        |
| Elsbeere         | Sorbus torminalis       |
| Feld-Ahorn       | Acer campestre          |
| Flatter-Ulme     | Ulmus laevis            |
| Gemeine Esche    | Fraxinus excelsior      |
| Hainbuche        | Carpinus betulus        |
| Rotbuche         | Fagus sylvatica         |
| Sand-Birke       | Betula pendula          |
| Sommer-Linde     | Tilia platyphyllos      |
| Spitz-Ahorn      | Acer platanoides        |
| Stechpalme       | Ilex aquifolium         |
| Stiel-Eiche      | Quercus robur           |
| Trauben-Eiche    | Quercus petraea         |
| Vogel-Kirsche    | Prunus avium            |
| Wald-Kiefer      | Pinus sylvestris        |
| Weißdorn         | Crataegus spp.          |
| Wildapfel        | Malus sylvestris        |
| Wildbirne        | Pyrus pyraster          |
| Winter-Linde     | Tilia cordata           |

Je nach Geschwindigkeit und Ausmaß der Erwärmung könnte das relativ kleine Spektrum europäischer Baumarten nicht ausreichen, um gesunde Wälder zu erhalten. Forstwissenschaftler raten daher, auch den Anbau nicht invasiver fremdländischer Baumarten mit entsprechenden Eigenschaften (vor allem Douglasie, Roteiche, Robinie, Hybridpappel und Küstentanne) mit einzubeziehen. Von Seiten des Naturschutzes herrscht hier jedoch bislang breite Ablehnung, da mehr Nach- als Vorteile für die bestehenden Waldökosysteme gesehen werden. Allerdings existieren auch fremde Baumarten wie die Edelkastanie, die in Teilen Deutschlands bereits seit Jahrhunderten verbreitet sind und im Hinblick auf die Biodiversität ähnlich wertvoll sein können wie alte Eichenbestände, mit denen sie eng verwandt sind. Zu bedenken ist dabei jedoch, dass die Esskastanie als in Europa autochthone und in vorherigen Zwischeneiszeiten auch in Mitteleuropa verbreitete Baumart erwartbarerweise ökologisch wertvoller ist, als fremdländische Arten aus etwa Nordamerika. Insofern kann es sinnvoller sein, statt einer pauschalen Unterteilung in „fremdländische“ und „einheimische“ Arten abgestuftere Kategorien einzuführen, die auch Erkenntnisse der Biogeographie und Paläoökologie berücksichtigen.

## Wissenschaftliche Arbeiten zum Thema
Ein wissenschaftliches Konzept ist erst dann als Leitbild geeignet, wenn die Folgen seiner Anwendung abgeschätzt und die Machbarkeit seiner Umsetzung mit den jeweiligen Entscheidungsträgern abgestimmt wurde. Das Leitbild des klimaplastischen Waldes wurde in einem vom BMBF geförderten Verbundprojekt untersucht. Am Beispiel der Region Schorfheide-Chorin wurden die Chancen und Risiken einer konsequent an dem Leitbild orientierten Waldentwicklung unter zwei verschiedenen Klimaszenarien bis zum Jahr 2100 abgeschätzt. Die Computersimulationen für diese Region ergaben deutliche Hinweise auf Vorteile gegenüber der bisherigen Waldbewirtschaftung, unter anderem für den Wasserhaushalt, die Kohlenstoffspeicherung und den Schutz wertvoller Habitate. Die Gesamtbilanz an klimaschädlichen Spurengasen ist bei allen Szenarien in etwa gleich, das Aufkommen an Rohholz bis zum Ende des Jahrhunderts würde geringfügig zurückgehen bei einer Verbreiterung des Holzartenspektrums.
Weil ein allmählicher Umbau eines Waldes mehrere Jahrzehnte dauert, kämen einige der erwünschten Effekte allerdings erst in der zweiten Hälfte des Jahrhunderts zur Wirkung. Empfohlen wurde daher, sofort mit Anpassungsmaßnahmen zu beginnen. Das Leitbild wurde im Rahmen einer Landschaftswerkstatt (Anders et al. 2007) unter wirtschaftlichen, ökologischen und sozialen Gesichtspunkten mit Interessenvertretern, unter anderem Flächeneigentümern, erörtert und gemeinsam weiterentwickelt.
Um eine Umsetzung des Leitbildes in der Modellregion langfristig abzusichern, wurden begleitende Bildungsmaßnahmen in Schule und Berufsbildung durchgeführt (Aenis et al. 2010).